# Yukiyo Kobayashi
Yukiyo Kobayashi (ur. 19 lutego 1972 r.) – japoński narciarz, specjalista narciarstwa dowolnego. Najlepszy wynik na mistrzostwach świata osiągnął podczas mistrzostw w Ruka, gdzie zajął 30. miejsce w skicrossie. Nigdy nie startował na igrzyskach olimpijskich. Najlepsze wyniki w Pucharze Świata osiągnął w sezonie 2004/2005, kiedy to zajął 42. miejsce w klasyfikacji generalnej.

## Sukcesy

### Mistrzostwa Świata
| Miejsce | Dzień    | Rok  | Miejscowość          | Konkurencja | Zwycięzca    |
| ------- | -------- | ---- | -------------------- | ----------- | ------------ |
| 30.     | 18 marca | 2005 | Ruka                 | Skicross    | Tomáš Kraus  |
| 34.     | 6 marca  | 2007 | Madonna di Campiglio | Skicross    | Tomáš Kraus  |
| 38.     | 2 marca  | 2009 | Inawashiro           | Skicross    | Andreas Matt |

### Puchar Świata

#### Miejsca w klasyfikacji generalnej
- 2004/2005 – 42.
- 2006/2007 – 130.

#### Miejsca na podium
1. Naeba – 10 lutego 2005 (Skicross) – 1. miejsce